# フェイ＝ラニス・モデル
フェイ＝ラニス・モデル（英: Fei–Ranis model）は、ジョン・C・H・フェイとグスタフ・ラニスによって提唱された、アーサー・ルイスの二重経済モデルの拡張として理解される。余剰労働モデル（Surplus Labor Model）としても知られる。
このモデルは、近代部門と伝統的部門からなる二重経済の存在を前提としており、多くの成長モデルが発展途上国を均質な経済構造として捉えるのに対し、失業や資源の過小雇用といった現実的な経済状況を考慮している。
この理論によれば、伝統的部門とは農業部門を指し、近代部門とは急速に拡大するものの、まだ小規模な産業部門を意味する。両部門は経済内で共存しており、そこに開発問題の本質がある。開発を進めるには、農業中心の経済構造から産業中心の構造へと完全に移行し、産業部門の産出を拡大する必要がある。この過程では、農業部門から産業部門への労働移動が行われ、発展途上国は労働供給の制約に苦しんでいないことが示される。
同時に、農業部門の成長が無視されてはならず、その産出は経済全体に対して食料や原材料を供給できる水準でなければならない。ハロッド＝ドーマー・モデルと同様に、発展途上国における経済成長においては貯蓄と投資が原動力となる。

## モデルの基本構造

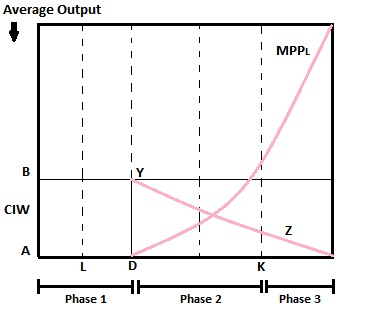
フェイ＝ラニス・モデルにおける第1段階、第2段階、第3段階の図解（平均産出量ベース）

アーサー・ルイスの二重経済モデルの最大の欠点の一つは、産業部門の成長に対する農業の役割を過小評価していた点である。加えて、ルイスは二部門間の労働移動の前に労働生産性の向上が必要であるという点を認識していなかった。しかし、これら2つの点はフェイ＝ラニス・モデルにおいて考慮されており、このモデルは三段階の経済成長過程として構成されている。彼らはまた、農業発展に伴う変化に対する分析の集中度がルイス・モデルでは不十分であると主張している。
第1段階においては、農業労働の弾力性は無限であり、偽装失業（潜在的失業）が存在し、限界労働生産物はゼロとなる。この段階はルイス・モデルと類似している。第2段階では農業部門の生産性が上昇し、それにより産業部門の成長が加速され、次の段階への基盤が築かれる。この段階では、平均生産物（AP）が限界生産物（MP）より高く、生存賃金（subsistence wage）と等しくない場合に農業余剰が発生する。
図を用いて説明すると、
{\displaystyle {\text{Phase 1}}:AL({\text{from figure}})=MP=0{\text{ and }}AB({\text{from figure}})=AP\,}
フェイとラニスによれば、図中のADの労働量は農業部門から移動しても生産量は減少せず、それは余剰労働を意味する。
{\displaystyle {\text{Phase 2}}:AP>MP\,}
ADを超えると、MPは上昇し始め、産業部門の労働はゼロからADまで増加する。農業部門のAPはBYZ曲線で示され、AD以降は下降する。このAPの低下は、労働者が農業から産業へ移動することで、食糧供給が減少し、実質賃金が下がることに起因する。実質賃金の低下は産業利益の縮小につながり、再投資に回される余剰の減少を意味する。ただし、余剰が存在する限りは、産業化の速度を落とすことなく成長率を高めることができる。この余剰の再投資は、MP曲線の外方移動として視覚化される。第2段階における見せかけの失業の規模はAKで示される。
この段階は、次の条件が成立するまで続く：
{\displaystyle MP={\text{Real wages}}=AB={\text{Constant institutional wages}}(CIW)\,}
第3段階は図中の点K、すなわち商業化の起点から始まる。ここでは、偽装失業が解消され、経済全体が完全に商業化された状態となる。この段階では労働供給曲線がより急になり、両部門が労働力の確保に対して等しく競合する。
{\displaystyle {\text{Phase 3}}:MP>CIW\,}
労働移動の量とその時間は以下の要因に依存する：
1. 農業部門における余剰の成長、ならびに産業利益に基づく産業資本ストックの拡大
2. 産業技術進歩の性質とそのバイアス
3. 人口の成長率[4]

本モデルにおける三つの基本的な理念は以下の通りである：
1. 農業の成長と産業の成長はともに重要である
2. 両者の成長は均衡発展であるべきである
3. 農業から産業への労働移動の速度が人口成長率を上回るとき、経済はマルサスの罠から脱却できる[4]

この労働移動は、地主による投資や政府の財政政策を通じて促進されうる。ただし、輸送費やインフラ建設費など、私的・社会的費用が高い可能性がある。また、一人当たりの農業消費の増加、都市と農村の賃金格差なども発生しうる。これらの「高コスト・高消費・高格差」はリーケージ（漏出）と呼ばれ、農業余剰の創出を阻害する。
さらに、後方屈折的労働供給曲線によって余剰生成が妨げられる可能性もある。これは高所得が消費に結びつかず、結果として労働者の労働生産性が上がらないという非現実的な仮定である。

## 部門間の連関性
フェイとラニスは、工業部門と農業部門の相互依存性を強調し、両部門間の強固な連関性が開発を促進し、加速させると述べた。農業労働者が工業部門での雇用を求め、工業家がより大きな資本財のストックと労働集約的な技術を活用して多くの労働者を雇用する場合、この連関性は機能する。さらに、剰余を持つ所有者が土壌に近く、なじみのある環境にある工業部門の分野に投資すれば、将来的な貯蓄が誘導されうる生産性のある分野を選択する可能性が高い。
彼らは、19世紀の日本の二重経済の事例を挙げ、日本では地方分権化された農村工業の存在によって、農業部門と工業部門のつながりが強化されたと主張した。農村工業はしばしば都市の生産活動と結びついていた。彼らによれば、発展途上国における二重経済の経済的進歩は、土地へのアクセスと意思決定権を有し、農業活動に工業資本や消費財を利用する少数の起業家によって達成される。

### 農業部門

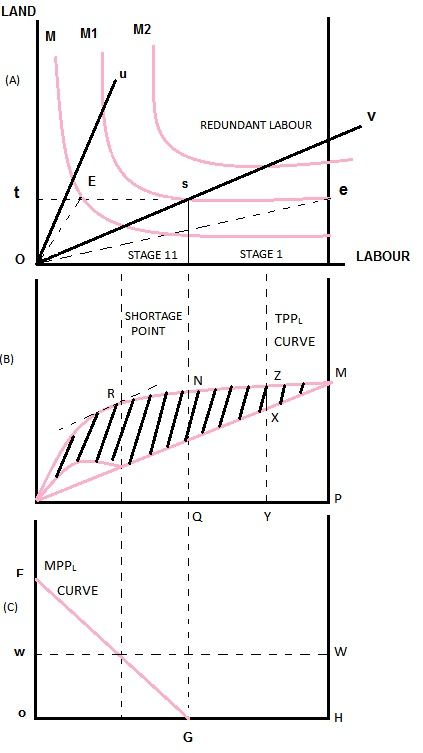
土地-労働 生産関数

図（A）では、縦軸に土地、横軸に労働をとっている。OuおよびOvはリッジライン（稜線）を表し、生産等高線はM、M1、M2として示される。これらリッジラインに囲まれた領域が、生産要素の代替が可能な領域、すなわち要素代替性のある範囲である。
この概念の影響を理解しよう。もし労働量が農業部門における全労働力teであるなら、リッジラインOvと生産曲線M1との交点sの下では、M1は完全に水平となる。このことは、要素代替の限界を越えると、土地が固定された状態で労働を追加しても生産量は増加せず、労働は余分になることを意味する。
もしOtが農業部門の全土地である場合、tsの労働量までが余分とならずに雇用されうる。したがって、esは余分な農業労働力を示す。この観察から、フェイとラニスは労働利用比率（Labor Utilization Ratio）の概念を導入した。これは、1単位の土地あたりに余分なく生産的に雇用可能な労働単位数である。図においては、
{\displaystyle R={\frac {ts}{Ot}}}
であり、これはリッジラインOvの傾きの逆数に等しい。
フェイとラニスはさらに賦存比率（Endowment Ratio）の概念も構築した。これは2つの生産要素の相対的な利用可能性を示すものである。図では、Otが土地、tEが労働を表すならば、
{\displaystyle S={\frac {tE}{Ot}}}
となり、OEの傾きの逆数に等しい。実際の賦存点は点Eで表される。
最後に、フェイとラニスは非余分係数（Non-redundancy Coefficient）Tを以下の式で定義した：
{\displaystyle T={\frac {ts}{te}}}
これら3つの概念を用いて、彼らはT、R、Sの間の関係を定式化した。すなわち、
{\displaystyle T={\frac {ts/Ot}{te/Ot}}={\frac {R}{S}},{\text{ or }}T={\frac {R}{S}}\,}
この関係は、非余分係数が労働利用比率に正比例し、賦存比率に反比例することを示している。
図（B）は労働の総物的生産性（TPPL）曲線を示している。この曲線は、一定の土地に対して労働投入を増加させると、増加率が逓減しながら上昇する。点Nで曲線は水平になり、この点は図（C）の労働限界生産性（MPPL）曲線における点Gおよび、図（A）のリッジラインOv上の点sに対応する。

### 工業部門

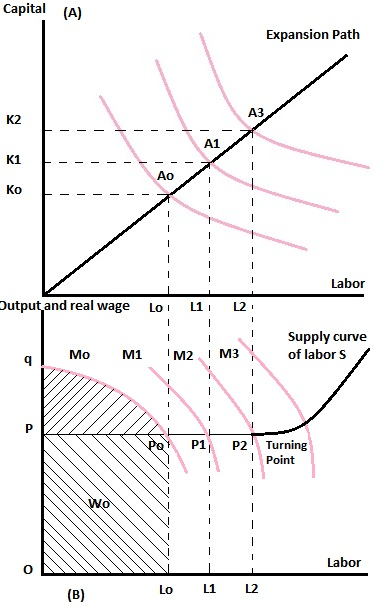
資本-労働 生産関数

農業部門と同様に、フェイとラニスは工業部門においても規模に対する収穫一定（一定収穫逓増）を仮定している。ただし、主な生産要素は資本と労働である。右図（A）では、横軸に労働、縦軸に資本をとった生産関数が描かれている。工業部門の拡張経路は、OA0A1A2の線として示される。資本がK0からK1、K2へと増加し、労働もL0からL1、L2へと増加するにつれて、生産等高線A0、A1、A3によって示される工業生産も増加する。
このモデルでは、工業部門における主な労働供給源は、余分な農業労働力を有する農業部門である。（B）では、工業部門における労働供給曲線Sを示している。PP2は曲線の直線部分で、余分な農業労働力を表し、横軸に工業労働力、縦軸に生産量（または実質賃金）をとっている。余分労働力の存在により、実質賃金は一定に保たれるが、曲線が点P2から上向きに傾き始めると、労働供給は実質賃金の上昇を伴ってのみ増加することを示す。
MPPL（労働の限界生産性）曲線は、資本と労働の各水準に対応してM0、M1、M2、M3として描かれている。資本ストックがK0からK1へ上昇すると、労働の限界生産性もM0からM1へと増加する。資本ストックがK0のとき、MPPL曲線は労働供給曲線と均衡点P0で交差する。この点における実質賃金の総額はW0であり、領域POL0P0で表される。利潤λは、領域qPP0で示される。
労働者の所得水準は極めて低いため、その所得からの貯蓄はごくわずかである。したがって、工業部門における主な投資資金源は工業利潤（π0）となる。
{\displaystyle K_{t}=K_{o}+S_{o}+\Pi _{o}\,}
ここで、Ktは投資資金の総供給を示し、Soは農村部の貯蓄である。
投資資金の総供給が増加することで、工業活動は拡大し、工業部門での雇用がさらに増加する。

## 農業余剰
農業余剰（Agricultural surplus）とは、一般的に社会の需要を超えて生産された農業生産物を指し、輸出または将来の使用のために蓄積可能なものである。

### 農業余剰の生成

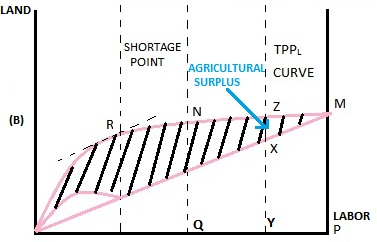
Fei＝Ranisモデルにおける二重経済の農業余剰

農業余剰の生成を理解するには、農業部門のグラフ（B）に注目する必要がある。左の図は前回のグラフの一部を再構成したものであり、農業余剰の概念をより明確に示すための要素が追加されている。
まず、農業労働力全体の平均生産性（APPL）を導出する。FeiとRanisは、これが実質賃金に等しいと仮定し、これを「制度的賃金一定仮説（constant institutional wage hypothesis）」と呼んでいる。これは農業の総生産を農業人口で割った比率と等しくなる。この関係を用いれば、APPL = MP/OP と表される。これはグラフ上では線分OMの傾きと等しく、図(C)では線WWとして描かれている。
グラフ上のPより左に位置する点Yを観察する。仮に余分な農業労働力の一部（PQ）が産業部門に移された場合、農業部門に残る労働力は点Yで示される。このとき、残された労働による生産量はYZであり、彼らの実質所得はXYで示される。この2つの差が経済全体の農業余剰を表す。この余剰は余分な労働力が産業部門に再配置されることによって生じ、農村部に隠された貯蓄が産業部門拡大のために活用されたと解釈される。このようにして、農業部門が産業部門の拡張に貢献する仕組みが明らかとなる。

### 賃金基金としての農業余剰

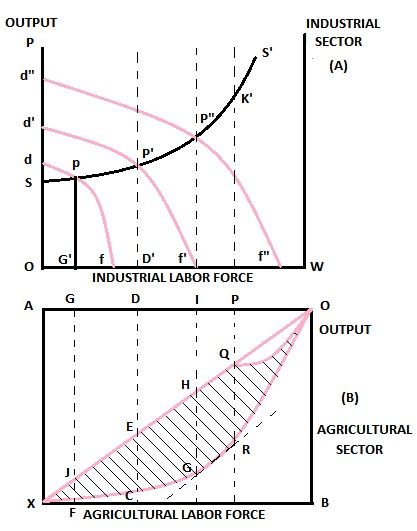
農業余剰を賃金基金として用いるための産業部門と農業部門の統合図

農業余剰は、賃金基金として重要な役割を果たす。その重要性は、右のグラフを用いることでより明確に理解できる。この図は、産業部門のグラフと、農業部門のグラフを反転させたものを統合した構成である。この反転によって農業部門の原点が右上に配置され、労働力の値は左から、産出量の値はOから下向きに読まれる。このような構成は便宜上のものであり、解析を容易にするためである。
前述の「商業化点（commercialization point）」は、線ORXに接する接線がOXに平行になる点Rとして観察される。
余分な農業労働力の一部が産業部門に吸収される前には、OAの労働力全体が農業部門に存在していた。仮にAG量の労働力が吸収されたとすると、産業部門ではOG'として表され、農業部門にはOGの労働力が残される。では、どのようにして吸収される労働量が決定されるのか。図(A)では、労働供給曲線SS'と、複数の労働需要曲線df, d'f', d"f"が描かれている。労働需要がdfである場合、需要供給曲線の交点が均衡雇用点G'となり、OGが産業部門に吸収される労働量を示す。このとき農業部門に残る労働力はOGであり、このOGはGFの産出量を生み出す。そのうちGJは農業部門で消費され、JFがその雇用水準における農業余剰となる。
同時に、農業部門から移された非生産的労働力は産業部門で生産的となり、グラフに示されるようにOG'Pdの産出量を生み出し、OG'PSの総賃金所得を得る。
こうして生じた農業余剰JFは、産業部門へ移動した労働者たちの消費に必要とされる。すなわち、農業は単に他部門への労働力供給源となるだけでなく、その労働者が必要とする賃金基金も供給するのである。

### フェイ＝ラニス・モデルにおける農業の重要性
ルイス・モデルは農業を軽視しているという批判がある。フェイ＝ラニス・モデルはそれを一歩進め、農業が産業部門の拡大において極めて重要な役割を果たすと主張している。実際には、産業部門の成長率は、農業余剰の総量と産業部門で得られる利潤の量に依存すると述べられている。したがって、余剰の量と、それが生産的投資に振り向けられる割合、そして産業部門の利潤が大きければ大きいほど、産業経済の成長率も大きくなる。
このモデルは、発展の中心が農業部門から産業部門へと移行する過程に焦点を当てており、フェイとラニスは、農業余剰と産業利潤による投資基金が十分に大きく、工場設備や機械といった産業用資本財を購入できる段階が、理想的な移行であると考えている。こうした資本財は雇用機会の創出に必要である。したがって、フェイ＝ラニス・モデルにおける経済転換の条件は、資本ストックの増加率および雇用機会の増加率 > 人口増加率となる。

## 部門間の労働移動の不可欠性
発展途上国が経済発展の過程をたどる中で、労働力は農業部門から産業部門へと再配置されていく。この労働移動の速度が速ければ速いほど、その国の経済成長も加速する。この労働移動の経済的根拠は、経済発展を加速させるためという点にある。
労働移動の本質は、エンゲルの法則にある。この法則によれば、個人の所得水準が上昇すると、実際の食料支出額が増加したとしても、食料への支出割合は低下するというものである。例えば、ある経済において人口の90%が農業に従事している場合、残りの10%のみが産業部門に従事していることになる。しかし、農業の生産性が向上すれば、人口のわずか35%が残りの人々に十分な食料を供給することが可能になる。その結果、産業部門には65%の人口が従事できるようになる。これは経済にとって非常に望ましいことであり、というのも、産業財の成長は一人当たり所得の伸びに依存しているのに対し、農業財の成長は主に人口増加率に依存しているためである。したがって、このような条件下では、産業部門への労働供給が増加することは歓迎される。実際、時間が経つにつれて、消費者は相対的に農業製品よりも産業製品をより多く求めるようになるため、労働移動は必要不可欠なものとなる。
しかしながら、フェイとラニスはこの労働移動の必要性について、エンゲルの法則に基づく産業消費財の需要の増加という考え方ではなく、むしろ「資本財の生産拡大の必要性」に結び付けるべきであると述べている。なぜなら、農業部門における実質賃金が極めて低く、それが産業財に対する需要を抑制してしまうためである。また、賃金が低くほぼ一定であることから、産業部門でも賃金が低く抑えられ、その結果としてエンゲルの法則が示唆するような産業財需要の急増は見込めない。
このように、消費者の購買力がゆっくりとしか増加しない成長過程において、二重構造経済では「自然な緊縮（natural austerity）」の道をたどることになる。これは、消費財よりも資本財産業の方がより高い需要と重要性を持つことを特徴とする。しかし、資本財への投資は回収までに長い期間（熟成期間）を要するため、民間の企業家たちはこうした投資を避ける傾向にある。したがって、経済成長を促すには、特に初期段階においては政府が主導的な役割を果たす必要がある。さらに政府は、道路・鉄道・橋梁・教育機関・医療施設などの社会的・経済的インフラの整備を通じて、成長の基盤を構築していく。

## 成長と発展の不一致

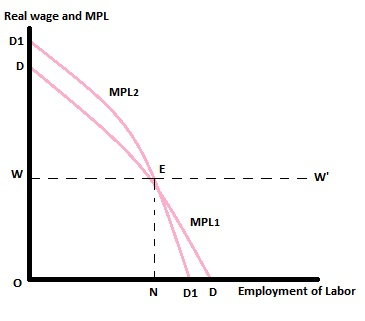
成長と発展の不一致を示すグラフ

フェイ＝ラニス・モデルにおいて、技術進歩が進み、労働節約型の生産技術への移行が行われると、経済は成長し利益は増加するが、経済発展は進まない可能性がある。
グラフは、実質賃金と限界生産力（MPL）を縦軸に、労働の雇用を横軸にプロットした2本のMPL線を示している。OWは最低賃金レベルを示し、これは労働者（およびその家族）が生存するために必要な最低賃金である。X軸に平行に走るWW'の線は、労働供給が無限であると仮定されるため、無限に弾力的とみなされる。正方形の面積OWENは賃金支払い額を示し、DWEは収集された余剰または利益を示す。この余剰または利益は、MPL曲線が変化すれば増加する可能性がある。
もし、MPL曲線が生産技術の変化により、労働節約型または資本集約型に変化すれば、収集される余剰または利益は増加する。この増加は、DWEとD1WEを比較することで確認できる。D1WEはDWEよりも面積が大きいため、利益が増加することがわかる。しかし、均衡点が新たに形成されることはなく、Eが均衡点のままであるため、労働の雇用レベルや賃金には変化がない。したがって、労働の雇用はONのままであり、賃金はOWのままである。生産技術の変化に伴う唯一の変化は、余剰または利益の増加である。これにより、利益は増加するが労働者の雇用や賃金は変化しないため、発展が停滞したままで成長が進む過程の良い例となる。

## モデルに対する批判

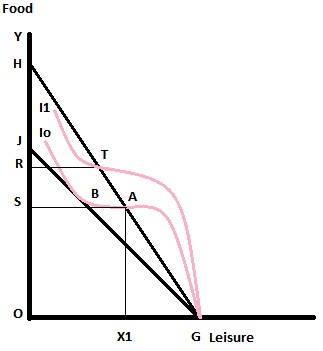
食料-余暇グラフ

フェイ＝ラニス・モデルは、複数の点で批判を受けているが、モデルが受け入れられれば、発展途上国の発展に向けた取り組みや、バランスの取れた成長と不均衡成長に関する論争的な議論において、重要な理論的および政策的影響を与えることになる。
- フェイとラニスは、発展途上国における経済の停滞した状況について十分に理解していなかったと主張されている。もし彼らがその現状と原因を徹底的に調査していたならば、既存の農業の遅れは主に封建制度による制度的構造に起因することが分かっただろう[9]。
- フェイとラニスは、「お金は物的資本の単純な代替物ではない。ある段階の経済発展において、信用政策が農業や産業の成長のボトルネックを緩和するのに重要な役割を果たすと信じる理由がある」と述べている。これは、彼らが発展過程でお金と価格の役割を無視していることを示している。また、彼らは賃金労働と家内労働の違いを区別していないが、これは発展途上経済における二重的発展を評価する上で重要な違いである[9]。
- フェイとラニスは、経済発展の初期段階ではMPPLがゼロであると仮定しているが、これはハリー・T・オオシマなどによって批判されており、農業人口が非常に多い場合にのみMPPLがゼロになるとされている。もし農業人口が非常に多ければ、その一部は仕事を求めて都市に移動することになる。この労働力は短期的には失業するが、長期的には非公式部門に吸収されるか、村に戻ってより多くの余剰土地を耕作することになる。また、季節的失業を無視しているが、これは労働需要の季節変動によるものであり、永久的なものではない[9]。

グラフは、縦軸に食料、横軸に余暇を示している。OSは農業労働者が生存するために必要な最低限の食料消費量を示す。食料と余暇の間にあるI0とI1は、農業従事者の食料と余暇の関係を示している。原点はGにあり、OGは最大の労働力を示し、労働入力は右から左へ測定される。
生産可能性フロンティアSAGはAから下向きに示されており、これは同じ単位の土地でより多くの余暇が使われることを示している。A点では、食料と余暇の限界変換点とMPLはゼロとなり、I0の無差別曲線もこの点で変換曲線に接している。これは余暇の飽和点である。
労働者が農業部門から産業部門に移行した場合を考える。この場合、残された土地は残りの労働者に分けられ、その結果、変換曲線はSAGからRTGに移動する。A点と同様に、T点でもMPLはゼロとなり、APにおける平均生産性はAと同じままで（規模に対する定常的な収益を仮定する）、食料と余暇が完全な代替関係にある場合、RTG曲線はT点で平坦になる必要がある。しかし、これは余暇の飽和または余暇が劣等財であることを示唆しており、極端な場合となる。したがって、通常の場合、労働力が産業部門に移行すると、生産は減少するが、1人当たりの生産は同じままとなる。これは、1人当たりの生産の減少が消費の減少を意味し、結果として労働投入量は増加または減少することを意味する。
BerryとSoligoは1968年の論文で、このモデルのMPL=0の仮定と、農業部門からの労働移転が第1段階でその部門の生産に影響を与えないという仮定を批判している。彼らは、生産は変化し、さまざまな土地所有権制度の下で減少する可能性があることを示しており、次の状況が発生しない限り減少することを示している。
- 余暇が劣等財に分類される
- 余暇の飽和が存在する
- 食料と余暇の完全な代替性があり、限界代替率が全ての実質所得レベルで一定である

もしMPL>0であれば、余暇の飽和オプションは無効となり、MPL=0であれば食料と余暇が完全に代替可能であるというオプションも無効となる。したがって、残る有効なオプションは余暇を劣等財とすることだけである。
- 農業生産性の高さと経済発展のための余剰創出の重要性について言及しているが、資本の必要性には言及していない。余剰を創出することは重要であるが、技術進歩を通じてその余剰を維持することも同様に重要であり、これは資本蓄積によって可能となるが、フェイ＝ラニス・モデルは生産要素として労働と生産のみを考慮している[4]。
- MPL=0の問題は実証的な問題である。発展途上国では食料生産に季節性が見られ、特に気候条件が有利な場合（例えば収穫期や播種期など）、MPLはゼロではないことが示唆される[4]。
- フェイとラニスは、閉鎖経済モデルを仮定しており、したがって外国貿易は経済に存在しないが、これは非常に現実的ではない。食料や原材料を輸入できないと考えるのは不自然である。例えば、日本では安価な農産物が他国から輸入され、これにより国の貿易条件が改善された[9]。その後、彼らはこの仮定を緩和し、外国部門が「促進的な」役割を果たす限り、主導的な役割を持たない場合には許容されると述べた[8]。
- 発展途上国の産業部門における拡張的成長が遅れているのは、農業の自給的生産性が低いためである。